# Campionati del mondo di atletica leggera 1983 - Lancio del giavellotto maschile
La gara di lancio del giavellotto maschile dei campionati del mondo di atletica leggera 1983 si è svolta tra il 10 e il 12 agosto.

## Podio
| Pos.    | Atleta        | Nazionalità  | Misura  |
| ------- | ------------- | ------------ | ------- |
| Oro     | Detlef Michel | Germania Est | 89,48 m |
| Argento | Tom Petranoff | Stati Uniti  | 85,60 m |
| Bronzo  | Dainis Kūla   | Polonia      | 85,58 m |

## Situazione pre-gara

### Record
Prima di questa competizione, il record del mondo (RM) e il record dei campionati (RC) erano i seguenti.
| Record                | Prestazione  | Atleta                    | Data                                    | Competizione |
| --------------------- | ------------ | ------------------------- | --------------------------------------- | ------------ |
| Record mondiale       | 99,72 m      | Tom Petranoff Stati Uniti | 15 maggio 1983 Los Angeles, Stati Uniti |              |
| Record dei campionati | Nuovo evento | Nuovo evento              | Nuovo evento                            | Nuovo evento |

### Campioni in carica
I campioni in carica, a livello mondiale e olimpico, erano:
| Campione | Atleta                       | Prestazione  | Data                                   | Competizione         |
| -------- | ---------------------------- | ------------ | -------------------------------------- | -------------------- |
| Olimpico | Dainis Kūla Unione Sovietica | 91,20 m      | 27 luglio 1980 Mosca, Unione Sovietica | Giochi olimpici 1980 |
| Mondiale | Nuovo evento                 | Nuovo evento | Nuovo evento                           | Nuovo evento         |

### La stagione
Prima di questa gara, l'atleta con la migliore prestazione dell'anno era:
| Pos. | Atleta                    | Prestazione | Data                                    |
| ---- | ------------------------- | ----------- | --------------------------------------- |
| 1    | Tom Petranoff Stati Uniti | 99,72 m     | 15 maggio 1983 Los Angeles, Stati Uniti |

## Risultati

### Qualificazione
Qualificazione: gli atleti che raggiungono gli 84,00 m (Q) o le migliori 12 misure (q). Le qualificazioni si sono svolte il 10 agosto.
| Pos. | Gruppo | Atleta             | Nazione          | Lanci | Lanci | Lanci | Misura  | Note |
| Pos. | Gruppo | Atleta             | Nazione          | 1°    | 2°    | 3°    | Misura  | Note |
| ---- | ------ | ------------------ | ---------------- | ----- | ----- | ----- | ------- | ---- |
| 1    | B      | Detlef Michel      | Germania Est     | 90,40 | —     | —     | 90,40 m | Q    |
| 2    | B      | Bob Roggy          | Stati Uniti      | 73,30 | 86,16 | —     | 86,16 m | Q    |
| 3    | A      | Klaus Tafelmeier   | Germania Ovest   | n     | 88,86 | —     | 88,86 m | Q    |
| 4    | B      | Heino Puuste       | Unione Sovietica | 82,18 | 85,86 | —     | 85,86 m | Q    |
| 5    | A      | Tom Petranoff      | Stati Uniti      | 85,68 | —     | —     | 85,68 m | Q    |
| 6    | B      | Kenth Eldebrink    | Svezia           | 85,64 | —     | —     | 85,64 m | Q    |
| 7    | B      | Zdeněk Adamec      | Cecoslovacchia   | 83,42 | 84,54 | —     | 84,54 m | Q    |
| 8    | A      | Esa Utriainen      | Finlandia        | 76,18 | 84,22 | —     | 84,22 m | Q    |
| 9    | A      | Dainis Kūla        | Unione Sovietica | 78,58 | n     | 83,16 | 83,16 m | q    |
| 10   | B      | Per Erling Olsen   | Norvegia         | 82,72 | n     | 83,10 | 83,10 m | q    |
| 11   | A      | Rod Ewaliko        | Stati Uniti      | 82,68 | 79,38 | 76,46 | 82,68 m | q    |
| 12   | A      | Aimo Aho           | Finlandia        | 72,60 | 81,92 | 79,66 | 81,92 m | q    |
| 13   | A      | Einar Vilhjálmsson | Islanda          | 81,72 | 77,08 | n     | 81,72 m |      |
| 14   | B      | Arto Härkönen      | Finlandia        | 81,42 | 80,22 | 77,76 | 81,42 m |      |
| 15   | B      | Mike O'Rourke      | Nuova Zelanda    | 75,32 | n     | n     | 75,32 m |      |
| 16   | B      | Laslo Babits       | Canada           | 74,16 | n     | n     | 74,16 m |      |
| 17   | A      | Zakayo Malekwa     | Tanzania         | 72,92 | n     | 72,80 | 72.92 m |      |
| 18   | A      | Trevor Modeste     | Grenada          | n     | 51,84 | n     | 51,84 m |      |

### Finale
| Pos.    | Atleta           | Nazione          | Lanci | Lanci | Lanci | Lanci | Lanci | Lanci | Misura  | Note |
| Pos.    | Atleta           | Nazione          | 1°    | 2°    | 3°    | 4°    | 5°    | 6°    | Misura  | Note |
| ------- | ---------------- | ---------------- | ----- | ----- | ----- | ----- | ----- | ----- | ------- | ---- |
| Oro     | Detlef Michel    | Germania Est     | 88,96 | 89,48 | 88,74 | n     | n     | 86,70 | 89,48 m |      |
| Argento | Tom Petranoff    | Stati Uniti      | 80,38 | 85,60 | 85,30 | n     | n     | n     | 85,60 m |      |
| Bronzo  | Dainis Kūla      | Unione Sovietica | 85,58 | 80,70 | 82,78 | 82,42 | 83,08 | n     | 85,58 m |      |
| 4       | Heino Puuste     | Unione Sovietica | 77,04 | 78,86 | 84,56 | 79,00 | 70,16 | 81,66 | 84,56 m |      |
| 5       | Per Erling Olsen | Norvegia         | n     | 81,72 | 83,54 | 77,60 | 74,92 | n     | 83,54 m |      |
| 6       | Kenth Eldebrink  | Svezia           | 83,28 | 78,84 | n     | 78,94 | n     | 77,26 | 83,28 m |      |
| 7       | Zdeněk Adamec    | Cecoslovacchia   | 81,30 | n     | n     | n     | 75,62 | n     | 81,30 m |      |
| 8       | Klaus Tafelmeier | Germania Ovest   | 75,06 | 80,42 | n     | n     | n     | n     | 80,42 m |      |
| 9       | Bob Roggy        | Stati Uniti      | 79,84 | 78,02 | 74,82 |       |       |       | 79,84 m |      |
| 10      | Aimo Aho         | Finlandia        | 79,34 | n     | 78,08 |       |       |       | 79,34 m |      |
| 11      | Rod Ewaliko      | Stati Uniti      | 76,58 | 76,46 | 77,74 |       |       |       | 77,74 m |      |
| 12      | Esa Utriainen    | Finlandia        | n     | 76,66 | n     |       |       |       | 76,66 m |      |